# 위켄드 (가수)
에이블 테스페이(영어: Abel Tesfaye, 1990년 2월 16일 ~ )는 위켄드(영어: The Weeknd)라는 예명으로 잘 알려진 캐나다의 싱어송라이터이다. 2010년 말에, 테스페이는 "위켄드"라는 이름으로 자신이 만든 몇 개의 곡들을 유튜브에 업로드했다. 이후 2011년에 걸쳐 9개 트랙으로 이루어진 3개의 믹스테잎을 발표했다 ("House of Balloons", "Thursday" 그리고 "Echoes of Silence").이듬 해에, 컴필레이션 앨범인 Trilogy를 발표하였는데, 믹스 테잎의 음원들을 편곡한 30개의 노래와 세 개의 추가 음원으로 구성되었다. 이 음반은 Republic와 그의 레코드 레이블인 XO에서 출시되었다. 2013년, 싱글 음원 출시 형식으로, 데뷔 앨범인 Kiss Land 와 Live For를 발표했다. 앞서 싱글 차트에서 탑5에 오른 싱글 "Earned it"이 수록된 두번째 앨범 Beauty Behind the Madness는 빌보드 200에 처음으로 진입한 앨범이 되었다. 연이어 싱글인 "The Hills"와 "Can't Feel My Face"를 발매했다. 이 두 곡은 빌보드 핫 R&B송 차트 탑3로 동시에 진입하는 기염을 토했고, 이는 전무한 최초의 업적이였다. 더불어 그는 한 차트 상위권에 두 싱글 음원을 올린 역사상 17명뿐인 아티스트중 한 명이 되었다.
셀레나 고메즈와 사귄적이 있다. 헤어진 후에 위캔드는 call out my name이라는 노래를 발표했다. 이후 2020년 셀레나 고메즈는 위캔드의 call out my name에 답장하는 듯한 calling your name이라는 가사가 포함된 souvenir이라는 노래를 발표했다.

## 성장 배경
테스페이는 1990년 2월 16일 캐나다 온타리오주의 토론토에서 태어나고, 스카버러에서 자랐으며, 외동아들이다. 그는 1980년 에티오피아에서 이주해온 그의 부모 Makkonen과 Samra의 자식으로서 에티오피아계 캐나다인이다. 테스페이의 어머니는 간호사, 케이터링, 야간 학교를 포함한 여러 가지 일들을 했다. 그는 소울, 콰이엇스톰, 힙합, 펑크, 인디 록, 포스트 펑크 음악 등을 들으며 성장했다. 테스페이의 아버지는 그의 어린 시절에 같이 있어주지 못했고, 어머니 또한 계속 일을 했기 때문에 그의 유년시절은 할머니와의 시간이 대부분이였다. 이 때문에, 테스페이는 유창한 암하라어를 구사한다. 암하라어는 그가 말을 뗀 첫번째 언어였다. 그의 할머니는 에티오피아 정교회에 그를 데려가 봉사활동을 하기도 했다. 그는 고등학교 중퇴의 이력이 있다.
테스페이는 17세의 나이에 그의 같은 크루 멤버와 고등학교를 중퇴하면서 그의 무대이름을 "The Weeknd"라고 지었다. "The Weeknd"의 철자에 "e"가 빠진 것은 캐나다에 이미 "The Weekend"라는 이름의 밴드가 있었기 때문에 문제를 피하고자 수정한 것이었다.

## 커리어

### 2010-11: 커리어의 시작과믹스테잎
토론토에서 위켄드는 프로듀서인 제레미 로즈를 만났다. 그는 'The Weeknd'라 이름붙인 R&B 프로젝트를 구상중이었다. 그 프로젝트를 뮤지션 커티스 산티아고에 맞추어 진행하려 한 후, 로즈는 그의 곡 중 하나를 플레이했고, 테스페이가 즉흥랩을 덧붙였다. 이 때의 인연으로 둘은 함께 앨범 작업을 시작했다. 로즈는 위켄드의 세 곡을 프로듀싱했는데 "What You Need", "Loft Music", 그리고 "The Mornin"이라는 곡이었다. 위켄드가 랩을 입힌 다른 곡들은 로즈가 결국 고사했다고 한다. 로즈는 그가 프로듀싱한 트랙들을 대중에게 인정받으라는 조건하에 위켄드가 가질 수 있도록 해주었다. 2010년 11월, 위켄드는 ‘The Weeknd’라는 이름으로 유튜브에 그 곡들을 업로드했지만 처음에는 주목을 얻지 못했다. 하지만 온라인상에서 점점 입소문이나면서 관심을 끌었는데, 토론토 출신 래퍼 드레이크가 그 곡들을 자신의 블로그에 올린 것도 위켄드에 대한 관심을 끌어올리는데 한 몫 했다. 그 후 그 곡들은 피치포크 미디어와 뉴욕 타임스와 같은 곳에 보도되기도 했다.
2011년 3월, 위켄드는 그의 웹 사이트에 9번 트랙 믹스테잎인 <<House of Ballons>>를 무료로 공개했다. 이 믹스테잎엔 Illangelo와 Doc McKinney가 프로듀서로 참여했다. <<House of Balloon>>은 음악 평론가들의 호평을 받았으며 2011 폴라리스 뮤직 프라이즈의 10개의 후보곡들 중 하나로 오르기도 했다.
7월, 위켄드는 그의 투어공연을 시작했으며, 토론토의 MOD 클럽에서 첫 번째 공연을 펼쳤다. 한 시간 반으로 이뤄진 그의 공연을 통해 그는 점점 더 명성을 얻어갔다. 그의 다음 공연은 토론토의 Molson Canadian Amphitheatre에서 있었다. 그 무대에서 드레이크와 합동 공연을 펼쳤고, 2011년 7월 31일에는 드레이크의 두 번째 OVO공연에 특별게스트로 출연했다. 여름내내 언론은 위켄드가 인터뷰에 참여하지 않고, 오직 트위터를 통해 소통한다는 점에 주목했다. 2011년 8월 18일에는, 위켄드의 두 번째 믹스테잎인 <<Thursday>>는 그의 웹 사이트를 통해 무료 디지털 음원으로 발표되었고, 음악 평론가들에게 좋은 평가를 받았다. 2011년 11월 21일에는 그의 세 번째 믹스테잎인 <<Echoes of Silence>>가 공개되었다. 위처럼 2011년에 발표된 세 개의 믹스테잎은 <<Balloons Trilogy>>앨범으로서 찬사를 받았고, 위켄드의 팬층은 점차 늘어갔다.

### 2012-14:Trilogy와Kiss Land

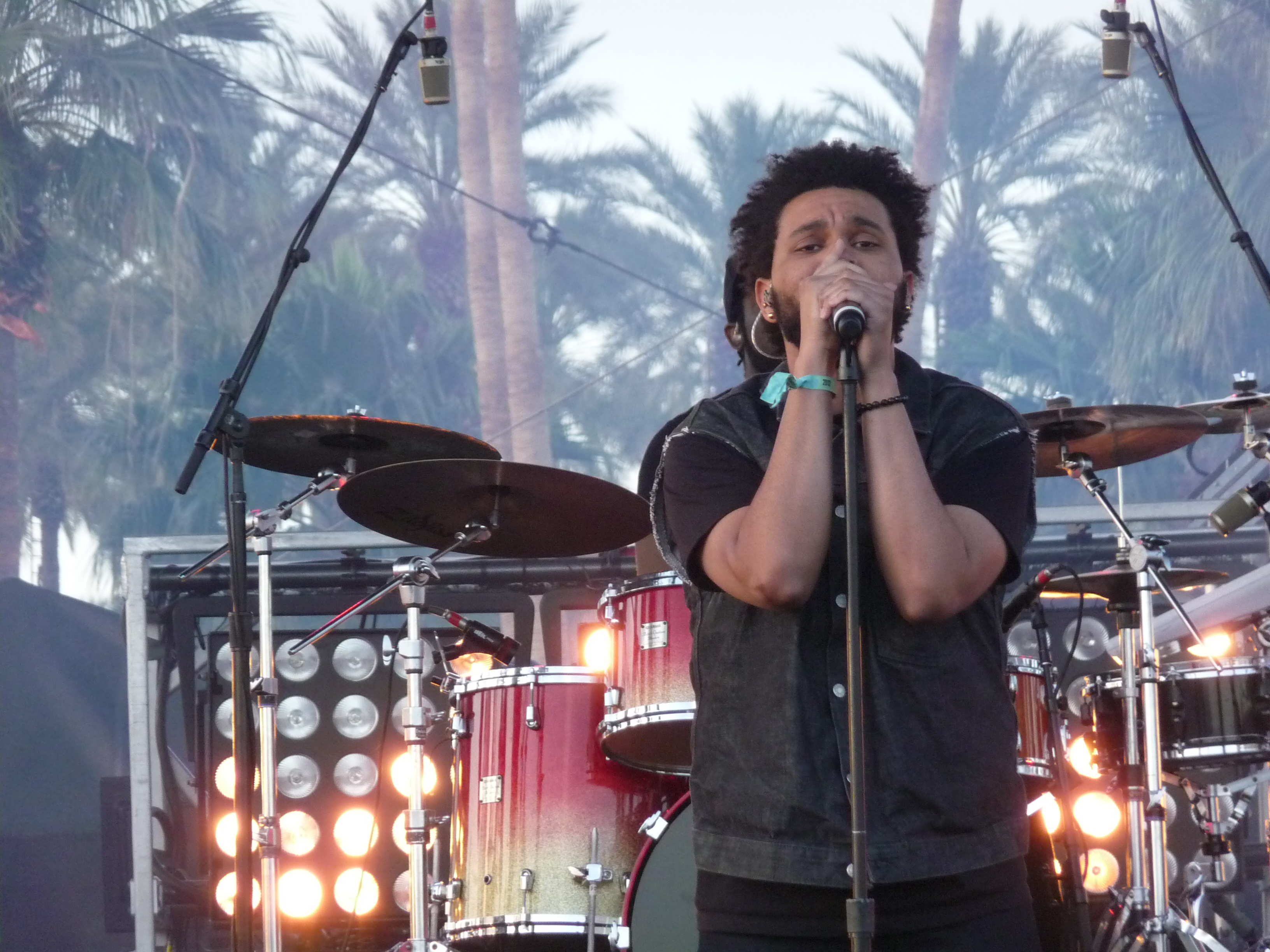
2012년 코첼라 페스티벌에서 노래하고 있는 위켄드

2012년 4월, 위켄드는 코첼라 페스티벌에서의 공연을 통해 미국 투어를 시작했다. 그는 그의 팀과 같이 주요 도시들을 방문했고 공연은 뉴욕에서 정점을 찍었다. 뉴욕에서의 두 번의 공연은 모두 매진되었으며, 롤링 스톤의 찬사를 받기도 했다. 위켄드와 그의 투어밴드는 스페인과 포르투갈의 Primavera Sound Festival, 런던에서의 Wireless Festival, 파리와 브뤼셀에서의 콘서트 등 유럽의 주요 페스티벌에서 계속 공연을 해 나갔다. 런던에서의 그의 데뷔 공연에서 그는 케이티 페리와 플로렌스 웰츠를 포함한 수많은 관객 앞에서 마이클 잭슨의 "Dirty Diana"를 리메이크한 노래를 했다. 6월에, <<Balloons Trilogy>>는 8백만건의 다운로드를 기록했고, 같은 해 말에 정식 발표되었다.
2012년 9월, 위켄드는 'Republic'와 계약하면서 그의 크루인 XO와의 합작 투자를 약속했다. 컴필레이션 앨범인 <<Trilogy>>가 11월 발표되었고, 믹스테잎의 리마스터 버전과 함께 세 곡을 더 수록했다. 또한 프로듀싱과 <<House of Balloons>>의 수록된 세 곡의 작사는 로즈가 맡았다. <<Trilogy>>는 캐나디안 앨범 차트에서 5위, U.S 빌보드 200에서는 4위로 랭크되었다. 곧이어 11월 BBC는 위켄드가 Sound of 2013 여론조사에서 후보에 올랐다고 발표했다. 2013년 5월에 <<Trilogy>>는 미국 음반 산업 협회와 뮤직 캐나다의 플래티넘 디스크상을 받게 되었다.

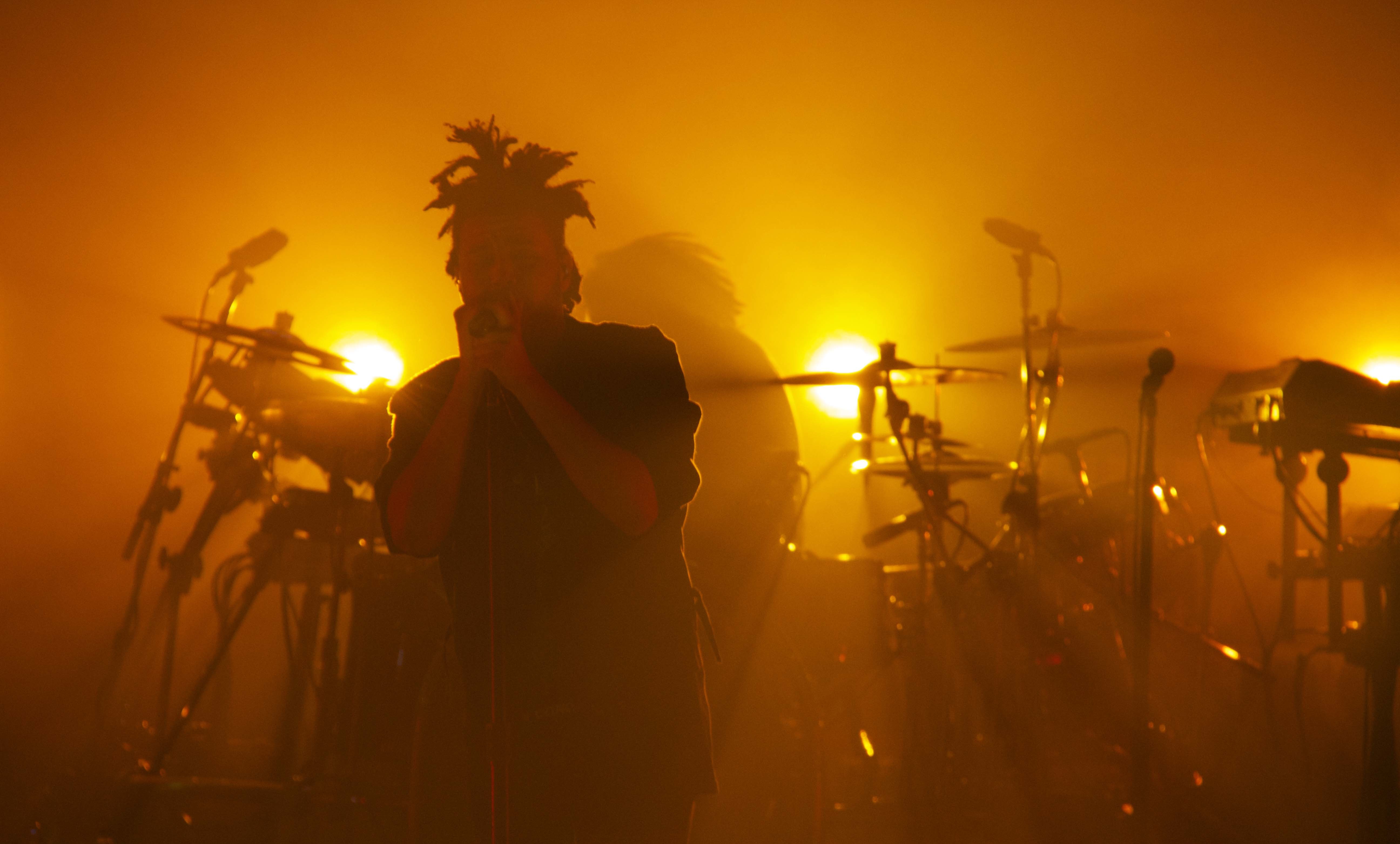
토론토에 있는 Massey Hall에서 공연을 하는 위켄드

2013년 5월 16일, 위켄드는 9월 10일에 발표될 것이라고 이야기했던 그의 스튜디오 데뷔 앨범 <<Kiss Land>>의 타이틀 트랙의 첫 공연을 펼쳤다. 또한 "Belong to the World"와 "Live For"는 드레이크의 피처링과 9월에 시작되는 가을 투어공연으로 프로모션을 진행했다. "Kiss Land"는 음악 평론가들로부터 대체로 좋은 평가를 받았다. 또한 U.S 빌보드 200에 2위로 출발했으며 96,000장을 팔았는데, 이는 그 주의 1위를 차지한 키스 어번의 "Fuse"보다 겨우 2,000장 부족한 수치였다.
위켄드는 또한 "헝거 게임: 캣칭 파이어"의 O.S.T에도 참여했으며 시아 풀러가 부른 OST의 두번째 싱글 "Elastic Heart"를 피쳐링했다. 2014년 2월에는 비욘세의 싱글 "Drunk in LOVE"를 리믹스했으며 그의 관점에서 비트를 수정하며 그만의 스타일로 부른 새로운 버전은 커버곡 그 이상이었다.

2014년 6월 26일 위켄드는 9월과 10월 미국 전역에서 열리는 미니 가을 투어 'King of the Fall Tour'에 참여할 것이며, 스쿨보이 큐와 Jhene Aiko가 함께할 것이라고 발표했다. 그 발표는 위켄드가 그의 신곡 "Often"을 사운드클라우드에서 발표한 바로 다음날 있었기 때문에 사람들은 그 투어에서 그가 더 많은 신곡들을 발표할 거라고 추측했다. 7월 20일, 위켄드는 9월에 시작할 투어를 홍보하며 또다른 트랙 "King of the Fall"을 발표했다. 9월 30일에는 아리아나 그란데와 함께한 "Love Me Harder"가 발표되었으며 곧이어 빌보드 핫 100에 7위에 랭크되었다. 11월 23일에는 2015년 개봉한 "그레이의 50가지 그림자"라는 영화의 삽입곡 "Earned It"을 발표했고, 빌보드 핫 100의 3위를 차지했다. 또한, 위켄드는 2015 BET 어워드에서 앨리샤 키스와 함께 공연을 펼쳤다.

### 2015:Beauty Behind the Madness

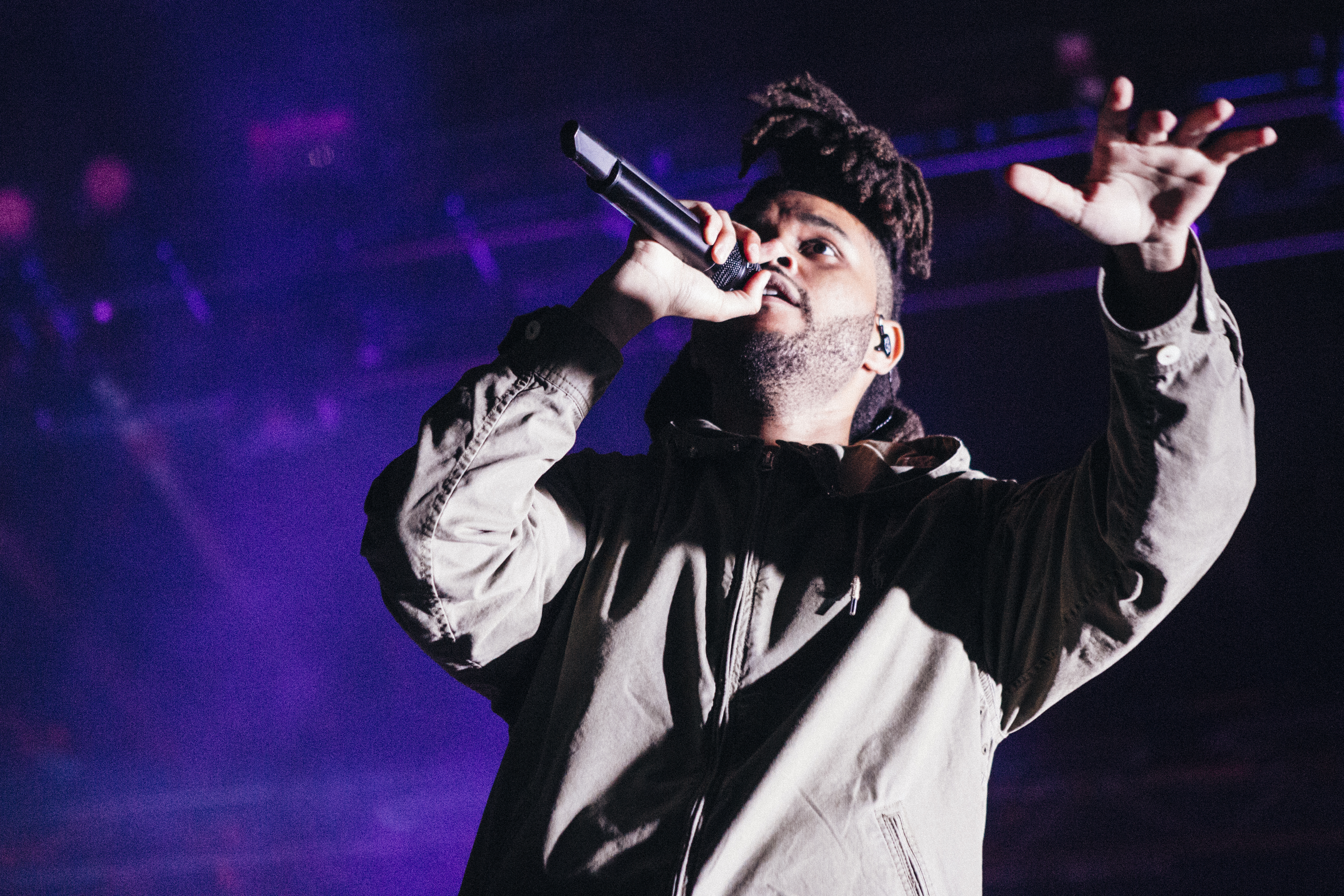
2015년에 시애틀에서 열린 Bumbershoot에서 공연하는 위켄드

2015년 5월 27일에는 위켄드가 신곡 "The Hills"의 뮤직비디오를 공개했다. 위켄드의 두 번째 스튜디오 앨범인 <<Chapter Ⅲ>>의 첫 번째 싱글곡과 마찬가지로 "The Hills" 역시 디지털 음원으로 공개되었다. "The Hills"는 공개된 직후, 빌보드 핫 100에서 20위로 진입했고, 곧이어 그 주의 가장 뜨거운 신곡으로 올랐으며, 차트 1위까지 뛰어올랐다. 또한, 공식발표한 싱글곡 외에도 세 곡이 온라인에 출시되었다. WWDC에서 위켄드의 공연이 있던 6월 8일에는 발표된 트랙 중 하나인 "Can't Feel My Face"가 두 번째 싱글곡으로 공식 발표되었다. 그 곡은 빌보드 핫 100에서 24위로 출발했으며 곧 같은 차트의 1위를 차지했고, 그것은 위켄드의 세 번째 Top10 달성이자 미국에서의 첫 번째 1위 등극이였다. 7월 4일에는 캐나다 브리티시컬럼비아주의 서리에서 열린 'FVDED in the park'에서 헤드라이너로 공연했다.

2015년 7월 마지막주 빌보드 핫 R&B순위에서는 위켄드의 곡이 1,2,3위를 차지했는데, "Can’t Feel My Face"는 1위, "The Hills"는 2위 "Earned It"이 3위에 랭크되었다. 이로서 그는 빌보드 차트의 1,2,3위를 모두 휩쓴 역사상 첫번째 아티스트가 되었다.
애플의 새로운 스트리밍 서비스 "애플 뮤직" 론칭행사에서는 위켄드가 드레이크와 함께 참여했다는 것이 밝혀졌다. 2015 MTV 비디오 뮤직 어워드 애플은 애플 뮤직 CF 두 개를 공개했고, 그 CF에는 위켄드와 존 트라볼타가 같이 출연했다.
2015년 8월 28일에는 위켄드의 두번째 스튜디오 앨범인 'Beauty Behind the Madness'가 공개되었고, 빌보드 200의 1위를 차지했으며 처음 몇 주 간은 412,000장에 달하는 앨범 판매고를 달성했다. 이 앨범은 2015년에 발매된 앨범 중 535,000장을 기록한 드레이크의 'If you’re reading this is too late' 다음으로 가장 성공적인 앨범이다. 또한, 테일러 스위프트의 앨범 ‘1989’ 이후로 3주 연속 빌보드 200의 1위를 차지하는 앨범은 처음이었다. 10개국이 넘는 국가에서 Top10에 들었으며, 캐나다, 오스트레일리아, 노르웨이, 영국에서는 1위를 차지했다. 위켄드는 시카고에서 열린 'Lollapalooza'를 포함한 수많은 페스티벌에서 헤드라이너로 서면서 앨범을 홍보했다. 8월 20일에 위켄드는 그의 새로운 앨범을 위한 북미투어 ‘The Madness Fall Tour 2015’를 하겠다고 발표했으며, 11월에 시작했다. 그 투어의 오프닝은 트래비스 스콧, 뱅크스, 할시가 장식할 것이다. 8월 24일에 위켄드는 카니예 웨스트가 프로듀싱한 "Tell Your Friends" 뮤직비디오를 공개했다.
9월 둘째 주에 위켄드는 거의 7년만에, 두 개의 노래가 동시에 빌보드 탑3에 들은 첫번째 남자가수로 기록되었다. 올해 위켄드는 벨리의 "Might Not", Meek Mills의 "Pullin Up", 그리고 트래비스 스콧의 "Pray 4 Love"에 콜라보레이션으로 참여했다. 위켄드는 또한 디스클로저의 2집 앨범 <<Caracal>>에 콜라보로 참여할 것이다. 10월 10일에는 여배우 에이미 슈머와 함께 SNL에 게스트로 참여했다. 얼마 후엔, 아리아나 그란데와 "Love Me Harder" 콜라보 공연을 펼친 후 위켄드의 단독 공연이 있었는데, 티비쇼에서 솔로 가수로서 퍼포먼스한 것은 위켄드에겐 처음이었다.

## 평가와 인식
위켄드는 많은 음악인들로부터 찬사를 받았다. 베테랑 아티스트인 베이비페이스는 위켄드에 대한 긍정적인 말을 했다: "나는 정말로 위켄드를 좋아하고, 그가 누구와 작업하든지 R&B와 다른 장르의 음악을 절묘히 섞는 방식을 쓰는 게 아주 좋다. 앞으로도 (전통적인 장르 구분을 넘어서는) 미지의 음악이 다가올 것이라는 사실이 굉장히 장래가 촉망되는 일이다. 내가 다른 어떤 것보다 원하는 건 이런 뮤지션들이 더 많이 나왔으면 하는 것이다." 드레이크는 빌보드와의 인터뷰에서 위켄드에 대해 "그는 내가 들어본 가수 중에 가장 뛰어난 아티스트중 한명이다. 그와 같이 완전함을 갖춘 사람의 음악을 듣는 것이란 쉬운 일이 아니다. 그것은 매우 고무적인 일이다. 나는 그가 자랑스럽다. 그는 정말 열심히 일한다. 그는 정말 멋진 사람이고 나에게 있어서도 정말 좋은 친구다."라고 말하기도 했다. 카니예 웨스트는 그의 트위터에 "위켄드는 내가 가장 좋아하는 아티스트중 한명이다."라고 말할 정도였다. 닉 조너스는 퓨즈와의 인터뷰에서 자신의 솔로 2집 앨범에 영향을 준 사람중에 한 사람으로 위켄드를 꼽기도 했다.

## 최근 수상 내역
위켄드는 최근 아메리칸 뮤직 어워드2015에서 올해의 가수상, 올해의 신인 가수상, 올해의 노래상("Can`t Feel My Face"로 부문에 오름), R&B부문 남자 가수상, R&B부문 앨범상 등의 후보에 올랐으며, R&B부문에서 남자 가수상과 앨범상을 받는 영광을 거머쥐었다.
또한 MTV 비디오 뮤직 어워드 2015에서는 올해의 여름 노래상 ("Can't Feel My Face"로 부문에 오름), 최고의 남성 뮤직비디오상 ("Earned It"으로 부문에 오름), 베스트 콜라보레이션 상(아리아나 그란데와 함께한 "Love Me Harder"로 부문에 오름)의 후보에 올랐지만 아쉽게 수상하지는 못했다.

## 음반 목록

### 정규 앨범
- Kiss Land (2013)
- Beauty Behind the Madness (2015)
- Starboy (음반) (2016)
- After Hours (2020)
- Dawn FM (2022)
- Hurry Up Tomorrow (2025)

### 컴필레이션 앨범
- Trilogy (2012)

### 믹스 테잎
- House of Balloons (2011)
- Thursday (2011)
- Echoes of Silence (2011)

## 콘서트 및 투어

### 헤드라이너 공연
- The Weeknd International Tour (2012 봄)[74]
- The Weeknd Fall Tour (2012)[75]
- The Weeknd Kiss Land Fall Tour (2013))[76]
- King of the Fall (2014)[77]
- The Madness Fall Tour (2015)[78]
- Starboy : The Legend of the Fall Tour (2017)

### 오프닝 공연
- Ceremonials Tour (2012) (플로렌스, 더 머신과 함께한 공연)
- The 20/20 Experience World Tour (2013) (저스틴 팀버레이크와 함께한 공연)
- Would You Like a Tour? (2014) (드레이크와 함께한 공연)

## 같이 보기
- 유튜버 목록